# Где смо сад?
Где смо сад? је дванаести студијски албум српске групе Електрични оргазам. Сниман је у периоду 2012—2018. Албум садржи 9 песама од којих су хитови насловна нумера, Био сам лош, Исток, запад, север југ, Била си као сан и Дуга топла ноћ.
Према Гилетовим речима, с времена на време сви ми треба да се запитамо „где смо сада“, у овом тренутку, у свом животу, јер превише времена проводимо у прошлости или будућности, а ретко смо у садашњи тренутак.

## Позадина
2013. године, група наступа у Варшави. Снимак са тог концерта носи назив Warszava ’13. 3 године касније, група издаје албум под називом Пуштај музику! чији материјал снимљен на концерту 28. децембра 2015. године, поводом 35 година рада. Ово је био први албум на плочи после 22 године.
Крајем априла и почетком маја 2018. године, група је отишла на северноамеричку турнеју.

## О албуму
Веома смо задовољни овим албумом. Радили смо на њему више од пет година. Увек су ме инспирисала различита искуства кроз која пролазим у животу. Тако је и сад. Како непрестано пролазимо кроз различите промене током живота, тако се и инспирација мења— Срђан Гојковић Гиле
Иза пројекта “Где смо сад” стоји врхунска екипа. Продукцију албума потписује Тони Јуриј с којим је група сарађивала на неколико албума. Благоје Недељковић Паче и Зоран Радомировић Шваба прикључили су се и одсвирали сјајно своје дионице. Тања Мирковић, са којом је бенд сарађивао први пут, осмислила је одличан омот док је за фотографије заслужна Горанка Матић. Песма Окашука шаката је најдужа песма коју је група икад снимила.
Праћен је спотовима за Био сам лош, Исток, запад, север југ, Окашука шаката, Била си као сан и насловну нумеру.

## Списак песама
| №  | Назив                    | Трајање |  |
| 1. | Био сам лош              | 4:18    |  |
| 2. | Исток, запад, север, југ | 5:17    |  |
| 3. | Камером снимам све       | 3:18    |  |
| 4. | Одведи ме до рупе        | 5:36    |  |
| 5. | Где смо сад?             | 3:22    |  |
| 6. | Колико дуго већ нема те  | 5:07    |  |
| 7. | Била си као сан          | 4:33    |  |
| 8. | Дуга топла ноћ           | 6:26    |  |
| 9. | Окашука шаката           | 6:28    |  |

## Постава
- Срђан Гојковић – вокал, гитара, удараљке
- Зоран Радомировић – бас
- Љубомир Ђукић – вокал, клавијатуре
- Бранислав Петровић – гитара, вокал, усна хармоника

## Пријем
Зоран Стајчић са портала Равно до дна у својој рецензији сматра да се албум Где смо сад? сврстава међу најбоље албуме са почетка каријере групе. Он је додао да то није албум на коме су само нанизане различите песме, већ заиста целина која мами да је слушамо уживо од прве до последње песме, ако Оргазам жели да направи такав концерт, макар и 45 минута, лишен играња старих опробаних 'убода'.
Према рецензији Зорана Тучкара са портала muzika.hr, Где смо сад? нуди низ паметних музичких решења која откривају да чланови групе заиста слушају све и да су спремни да потисну сопствене преференције зарад песме. За оне који се можда први пут сусрећу са овом групом, то је фанк-блуз-рок, из којег с времена на време искочи неко звучно мини изненађење.

## Топ листе

### Недељна листа
| Листа                     | Највиша позиција |
| ------------------------- | ---------------- |
| ХР топ 40 (страна музика) | 3                |